# 約克 (德國)
约克（德語：Jork，發音：[jɔʁk]）是德国下萨克森州施塔德县的市镇，面积62.24平方千米，2023年12月31日人口为12,395人。